# إيرينا (قائد أمازيغي)
كان إيرنا ⵉⵔⵏⴰ (المتوفي سنة 547م) زعيم قبيلة لواتة الأمازيغية وكذالك كبير كهنة الإله غورزيل، كان إيرنا زعيما مؤثرا أثناء الثورة الأمازيغية في منتصف القرن السادس ميلادي حيث قاد قبيلته لواتة في معركة كيليوم عام 544 عندما قُتل الحاكم البيزنطي صولومون وأسر العديد من الجنود البيزنطيين في نكسة كبيرة للسلطة البيزنطية. 
قاتل إيرينا في المعركة التي تسببت في هزيمة الأمازيغ أمام قوات جون تروغليتا التي كانت مطالبة بردة فعل بعد الهزيمة القاسية التي تعرضو لها مسبقا. كانت تلك الهزيمة بالقرب من سوفيتولا في بداية عام 547 مما أدى لإستسلام القائد أنتالاس وهروب إيرنا مع تمثال غورزيل، قبض عليه وإعدام ودمر تمثال معبوده، خلفه في السلطة كاركاسان الذي واصل الثورة. 